# Adriano Frassinelli
Adriano Frassinelli, né le 11 avril 1943 à Pieve di Cadore, est un bobeur italien.

## Biographie
Aux Jeux d'hiver de 1972 organisés à Sapporo au Japon, lors de sa seule participation olympique, Adriano Frassinelli est médaillé d'argent en bob à quatre avec le pilote Nevio De Zordo, Corrado dal Fabbro et Gianni Bonichon. Frassinelli est également champion du monde de bob à deux en 1969 avec Nevio De Zordo.

## Palmarès

### Jeux Olympiques
- : médaillé d'argent en bob à 4 aux JO 1972.

### Championnats monde
- : médaillé d'or en bob à 2 aux championnats monde de 1969.